# Cristian Taborda
Cristian Daniel Taborda (Santa Fe, Argentina; 28 de julio de 1988) es un futbolista argentino. Juega como delantero y su primer equipo fue Unión de Santa Fe. Actualmente milita en Atlético San Jorge del Torneo Regional Amateur.

## Trayectoria

### Unión de Santa Fe, Deportivo Roca, Crucero del Norte y Rivadavia de Lincoln
Debutó el 7 de mayo de 2009, en el partido que su equipo, Unión de Santa Fe, perdió ante Atlético Tucumán por 1 a 0. En el conjunto Tatengue solo alcanzó a jugar 3 partidos (en todos ellos ingresando desde el banco de suplentes), sin convertir goles.
A mediados de 2009 pasó al Deportivo Roca de Río Negro, club que participaba en el Torneo Argentino B. Llegó en silencio y sin mucho cartel, pero rápidamente se transformó en figura y goleador del equipo al convertir 17 tantos; esto le sirvió al Mono para pegar el salto al Torneo Argentino A y defender los colores de Crucero del Norte de Misiones. En el conjunto misionero no tuvo muchas chances, por lo que a principios de 2011, tan solo 6 meses después de haber llegado a dicha institución, pasó a Rivadavia de Lincoln, club que también militaba en el Torneo Argentino A, donde no tuvo mucha continuidad anotando a penas dos goles en muy pocos partidos.

### Deportivo Roca, San Luis de Quillota, Villa Dálmine y Barracas Central
Luego de su fugaz experiencia en el Argentino A, Taborda decidió volver al club que lo vio brillar como delantero, el Deportivo Roca. En el Naranja se reencontró con su nivel y tuvo un torneo excelente al marcar 29 goles en la temporada 2011-12 (récord en la categoría) lo cual no alcanzó para lograr el tan ansiado ascenso. También marcó 1 gol en la Copa Argentina.
A mediados de 2012 dejó el Deportivo Roca, donde quedó como el máximo goleador en la historia del club, y pasó al San Luis de Quillota, para disputar la Segunda División de Chile. Tan solo 6 meses después de haber llegado al fútbol chileno y después de marcar 5 goles en 14 encuentros disputados (688 minutos), rescindió su contrato con los Canarios y se incorporó a Villa Dálmine, equipo que militaba en la Primera B Metropolitana, donde se desempeñó hasta mediados de 2013 convirtiendo 2 goles para luego pasar a Barracas Central donde no marcó goles y jugó 6 encuentros.

### Gimnasia de Mendoza y Cipolletti
A fines de diciembre de 2013, fichó por Gimnasia y Esgrima de Mendoza para disputar la segunda parte de la temporada 2013-14 del Argentino B. Su primer gol en el elenco Blanquinegro, lo hizo justamente en su debut ante Huracán de San Rafael cuando Gimnasia le ganó 2 a 0 en la fecha 14 del Argentino B 2013-14. Más tarde lograría el ascenso al Torneo Federal A. También, y a pesar de haber llegado al club en la segunda mitad de dicho torneo, logró ser el máximo artillero del mismo al marcar 15 goles en 19 encuentros. Unos meses más tarde, en la temporada 2014 del Federal A logró su segundo ascenso consecutivo en menos de un año tras vencer en la final de los play-offs del torneo a Talleres de Córdoba por un global de 3:1 donde el Mono fue clave en el partido de ida al anotar el gol de la victoria.
En 2016, fichó por Cipolletti para disputar el Torneo Federal A.

## Clubes
| Club                          | País       | Año       |
| ----------------------------- | ---------- | --------- |
| Unión de Santa Fe             | Argentina  | 2009      |
| Deportivo Roca de Río Negro   | Argentina  | 2009-2010 |
| Crucero del Norte             | Argentina  | 2010      |
| Rivadavia de Lincoln          | Argentina  | 2011      |
| Deportivo Roca de Río Negro   | Argentina  | 2011-2012 |
| San Luis de Quillota          | Chile      | 2012      |
| Villa Dálmine                 | Argentina  | 2013      |
| Barracas Central              | Argentina  | 2013      |
| Gimnasia y Esgrima de Mendoza | Argentina  | 2014-2015 |
| Cipolletti de Río Negro       | Argentina  | 2016      |
| Cartaginés                    | Costa Rica | 2017      |
| Ferro de General Pico         | Argentina  | 2017-2018 |
| Deportivo Sanarate            | Guatemala  | 2018      |
| Racing de Córdoba             | Argentina  | 2018      |
| Atlético Paraná               | Argentina  | 2019      |
| San Martín de Formosa         | Argentina  | 2019-2020 |
| Deportivo Maipú               | Argentina  | 2020-2021 |
| Peñarol de San Juan           | Argentina  | 2021      |
| Cipolletti de Río Negro       | Argentina  | 2021-2022 |
| Círculo Deportivo             | Argentina  | 2023      |
| Defensores de La Boca         | Argentina  | 2023-2024 |
| Sportivo Belgrano             | Argentina  | 2024      |
| Independiente de Chivilcoy    | Argentina  | 2024      |
| Atlético San Jorge            | Argentina  | 2024-Act. |

### Estadísticas
- Actualizado al 8 de septiembre de 2024

| Unión Argentina                |                     |                     |     |     |    |    |     |      |      |
| 2.ª                            | 2008/09             | 3                   | 0   | -   | -  | 3  | 0   | 0,00 |      |
| Total                          | Total               | 3                   | 0   | -   | -  | 3  | 0   | 0,00 |      |
| Deportivo Roca Argentina       |                     |                     |     |     |    |    |     |      |      |
| 4.ª                            | 2009/10             | 28                  | 17  | -   | -  | 28 | 17  | 0,61 |      |
| 4.ª                            | 2011/12             | 32                  | 29  | 3   | 1  | 35 | 30  | 0,86 |      |
| Total                          | Total               | 60                  | 46  | 3   | 1  | 63 | 47  | 0,75 |      |
| Crucero del Norte Argentina    |                     |                     |     |     |    |    |     |      |      |
| 3.ª                            | 2010/11             | 6                   | 0   | -   | -  | 6  | 0   | 0,00 |      |
| Total                          | Total               | 6                   | 0   | -   | -  | 6  | 0   | 0,00 |      |
| Rivadavia (L) Argentina        |                     |                     |     |     |    |    |     |      |      |
| 3.ª                            | 2010/11             | 7                   | 2   | -   | -  | 7  | 2   | 0,29 |      |
| Total                          | Total               | 7                   | 2   | -   | -  | 7  | 2   | 0,29 |      |
| San Luis (Q) · Chile           |                     |                     |     |     |    |    |     |      |      |
| 2.ª                            | 2012                | 14                  | 5   | -   | -  | 14 | 5   | 0,36 |      |
| Total                          | Total               | 14                  | 5   | -   | -  | 14 | 5   | 0,36 |      |
| Villa Dálmine Argentina        |                     |                     |     |     |    |    |     |      |      |
| 3.ª                            | 2012/13             | 13                  | 2   | -   | -  | 13 | 2   | 0,15 |      |
| Total                          | Total               | 13                  | 2   | -   | -  | 13 | 2   | 0,15 |      |
| Barracas Central Argentina     |                     |                     |     |     |    |    |     |      |      |
| 3.ª                            | 2013/14             | 6                   | 0   | 1   | 0  | 7  | 0   | 0,00 |      |
| Total                          | Total               | 6                   | 0   | 1   | 0  | 7  | 0   | 0,00 |      |
| Gimnasia (M) Argentina         |                     |                     |     |     |    |    |     |      |      |
| 4.ª                            | 2013/14             | 19                  | 15  | -   | -  | 19 | 15  | 0,79 |      |
| 3.ª                            | 2014                | 13                  | 4   | 1   | 1  | 14 | 5   | 0,36 |      |
| 2.ª                            | 2015                | 14                  | 0   | -   | -  | 14 | 0   | 0,00 |      |
| Total                          | Total               | 46                  | 19  | 1   | 1  | 47 | 20  | 0,43 |      |
| Cipolletti Argentina           |                     |                     |     |     |    |    |     |      |      |
| 3.ª                            | 2016                | 8                   | 5   | 2   | 0  | 10 | 5   | 0,50 |      |
| 3.ª                            | 2016/17             | 14                  | 5   | -   | -  | 14 | 5   | 0,36 |      |
| 3.ª                            | 2021                | 19                  | 6   | -   | -  | 19 | 6   | 0,32 |      |
| 3.ª                            | 2022                | 9                   | 1   | 1   | 0  | 10 | 1   | 0,10 |      |
| Total                          | Total               | 50                  | 17  | 3   | 0  | 53 | 17  | 0,32 |      |
| Cartaginés · Costa Rica        |                     |                     |     |     |    |    |     |      |      |
| 1.ª                            | 2017                | 5                   | 0   | -   | -  | 5  | 0   | 0,00 |      |
| Total                          | Total               | 5                   | 0   | -   | -  | 5  | 0   | 0,00 |      |
| Ferro (GP) Argentina           |                     |                     |     |     |    |    |     |      |      |
| 3.ª                            | 2017/18             | 20                  | 3   | 2   | 0  | 22 | 3   | 0,14 |      |
| Total                          | Total               | 20                  | 3   | 2   | 0  | 22 | 3   | 0,14 |      |
| Deportivo Sanarate · Guatemala |                     |                     |     |     |    |    |     |      |      |
| 1.ª                            | 2018                | 7                   | 2   | -   | -  | 7  | 2   | 0,29 |      |
| Total                          | Total               | 7                   | 2   | -   | -  | 7  | 2   | 0,29 |      |
| Racing (C) Argentina           |                     |                     |     |     |    |    |     |      |      |
| 3.ª                            | 2018/19             | 4                   | 0   | -   | -  | 4  | 0   | 0,00 |      |
| Total                          | Total               | 4                   | 0   | -   | -  | 4  | 0   | 0,00 |      |
| Atlético Paraná Argentina      |                     |                     |     |     |    |    |     |      |      |
| 3.ª                            | 2018/19             | 7                   | 2   | 3   | 0  | 10 | 2   | 0,20 |      |
| Total                          | Total               | 7                   | 2   | 3   | 0  | 10 | 2   | 0,20 |      |
| San Martín (F) Argentina       |                     |                     |     |     |    |    |     |      |      |
| 3.ª                            | 2019/20             | 15                  | 3   | 2   | 0  | 17 | 3   | 0,18 |      |
| Total                          | Total               | 15                  | 3   | 2   | 0  | 17 | 3   | 0,18 |      |
| Deportivo Maipú Argentina      |                     |                     |     |     |    |    |     |      |      |
| 3.ª                            | 2020                | 8                   | 2   | -   | -  | 8  | 2   | 0,25 |      |
| Total                          | Total               | 8                   | 2   | -   | -  | 8  | 2   | 0,25 |      |
| Peñarol (SJ) Argentina         |                     |                     |     |     |    |    |     |      |      |
| 3.ª                            | 2021                | 3                   | 2   | -   | -  | 3  | 2   | 0,67 |      |
| Total                          | Total               | 3                   | 2   | -   | -  | 3  | 2   | 0,67 |      |
| Círculo Deportivo Argentina    |                     |                     |     |     |    |    |     |      |      |
| 3.ª                            | 2023                | 7                   | 0   | -   | -  | 7  | 0   | 0,00 |      |
| Total                          | Total               | 7                   | 0   | -   | -  | 7  | 0   | 0,00 |      |
| Def. de La Boca Argentina      |                     |                     |     |     |    |    |     |      |      |
| 4.ª                            | 2023/24             | 11                  | 2   | -   | -  | 11 | 2   | 0,18 |      |
| Total                          | Total               | 11                  | 2   | -   | -  | 11 | 2   | 0,18 |      |
| Sportivo Belgrano Argentina    |                     |                     |     |     |    |    |     |      |      |
| 3.ª                            | 2024                | 9                   | 0   | -   | -  | 9  | 0   | 0,00 |      |
| Total                          | Total               | 9                   | 0   | -   | -  | 9  | 0   | 0,00 |      |
| Independiente (Ch) Argentina   |                     |                     |     |     |    |    |     |      |      |
| 3.ª                            | 2024                | 11                  | 3   | -   | -  | 11 | 3   | 0,27 |      |
| Total                          | Total               | 11                  | 3   | -   | -  | 11 | 3   | 0,27 |      |
| Atlético San Jorge Argentina   |                     |                     |     |     |    |    |     |      |      |
| 4.ª                            | 2024/25             | 0                   | 0   | -   | -  | 0  | 0   | 0,00 |      |
| Total                          | Total               | 0                   | 0   | -   | -  | 0  | 0   | 0,00 |      |
| Total en su carrera            | Total en su carrera | Total en su carrera | 312 | 110 | 15 | 2  | 327 | 112  | 0,34 |
| (1) Incluye Copa Argentina.    |                     |                     |     |     |    |    |     |      |      |

## Palmarés

### Campeonatos nacionales
| Título             | Club                   | País      | Año  |
| ------------------ | ---------------------- | --------- | ---- |
| Torneo Argentino B | Gimnasia y Esgrima (M) | Argentina | 2014 |

### Otros logros
| Título                        | Club                   | País      | Año  |
| ----------------------------- | ---------------------- | --------- | ---- |
| Ascenso a la B Nacional       | Gimnasia y Esgrima (M) | Argentina | 2014 |
| Ascenso a la Primera Nacional | Deportivo Maipú        | Argentina | 2021 |

### Distinciones individuales
| Distinción                       | Año  |
| -------------------------------- | ---- |
| Goleador del Torneo Argentino B. | 2012 |